# 尖歡鱂
尖歡鱂為輻鰭魚綱鯉齒目四眼魚科的其中一種，分布於中美洲尼加拉瓜至巴拿馬Azuero半島的淡水、半鹹水流域，體長可達15公分，棲息在溪流、河口處，屬雜食性，以藻類、昆蟲等為食，可做為觀賞魚。